# Scatella henanensis
Scatella henanensis är en tvåvingeart som beskrevs av Zhang och Yang 2005. Scatella henanensis ingår i släktet Scatella och familjen vattenflugor. Inga underarter finns listade i Catalogue of Life.